# Lucio Annio
Lucio Annio (fl. IV secolo a.C.) è stato un politico romano, membro della gens Annia.
Annio risiedeva a Setia e fu pretore della Lega Latina nel 340 a.C., ai tempi della guerra latina. Inviato dai Latini dinanzi al Senato come ambasciatore, chiese uguaglianza politica per Romani e Latini. Tito Livio narra che, vedendo rifiutate le sue richieste, Annio avrebbe pronunciato parole empie verso Giove e sarebbe poi inciampato sulle scale all'uscita del Senato, cosa che venne interpretata dal console Tito Manlio Imperioso Torquato come una punizione divina. Livio non è chiaro nel dire se Annio sia o meno morto nella caduta.